# Новинська сільська рада
Новинська сільська рада — колишня адміністративно-територіальна одиниця та орган місцевого самоврядування у Коростенському районі Житомирської області України з адміністративним центром у с. Новина.

## Населені пункти
Сільській раді були підпорядковані населені пункти:
- с. Новина
- с. Олександрівка
- с. Рудня

## Населення
Станом на 5 грудня 2001 року, відповідно до перепису населення України, кількість мешканців сільської ради становила 428 осіб.

## Склад ради
Рада складалася з 12 депутатів та голови.

### Керівний склад сільської ради
| ПІБ                        | Основні відомості                                                               | Дата обрання | Дата звільнення |
| -------------------------- | ------------------------------------------------------------------------------- | ------------ | --------------- |
| Гузенко Наталія Миколаївна | Сільський голова, 1971 року народження, освіта, позапартійна                    | 26.03.2006   | 31.10.2010      |
| Гузенко Наталія Миколаївна | Сільський голова, 1971 року народження, освіта середня спеціальна, позапартійна | 31.10.2010   |                 |

Примітка: таблиця складена за даними джерела

## Історія
Створена 14 листопада 1991 року, відповідно до рішення Житомирської обласної ради «Про внесення змін в адміністративно-територіальний устрій окремих районів», у складі сіл Новина, Олександрівка та Рудня Ришавської сільської ради Коростенського району Житомирської області.
Виключена з облікових даних 17 липня 2020 року. Територію та населені пункти ради, відповідно до розпорядження Кабінету Міністрів України № 711-р від 12 червня 2020 року «Про визначення адміністративних центрів та затвердження територій територіальних громад Житомирської області», включено до складу Ушомирської сільської територіальної громади Коростенського району Житомирської області.